# Mario Sichel
Mario Sichel (Lodi, 23 marzo 1927) è un ex calciatore italiano, di ruolo centrocampista.
Secondo dei fratelli calciatori Luigi Sichel detto Sichel I e Giuseppe Sichel detto Sichel III, e pertanto conosciuto come Sichel II.

## Carriera
Ha segnato 3 gol in 11 presenze nel Torneo Benefico Lombardo, con la maglia del Como.
Disputa due campionati di Serie B con il Fanfulla totalizzando 52 presenze in serie cadetta. Dopo aver lasciato la formazione lodigiana, milita per un'annata nel Livorno, che nel 1952 lo pone in lista di trasferimento.

## Palmarès

### Club

#### Competizioni nazionali
- Serie C: 1

Fanfulla: 1948-1949

#### Competizioni regionali
- Torneo Benefico Lombardo: 1

Como: 1944-1945